# Bobovica (Vrbanja)
Bobovica je (u lokalnom stanovništvu) ustaljeni naziv najizdašnije desne pritoke u gornjem slijevu Vrbanje, iako se na zemljopisnim mapama češće obilježava kao Kruševica. Isto se tako redovno označava i jedna druga desna pritoka Vrbanje čije je ušće tridesetak kilometara nizvodno (u Obodniku. Duga je oko 12 km.
Bobovica izvire (na oko 1220 m n/v), iz tri potočića,  između sjeverozapadnih padina Meokrnja i jugoistočnih Očauša, tj. u istočnoj strmini uzvisine Vijenac (1375 m n/v), u klancu prema Ciganskoj planini - znatno nižoj poziciji od izvora rijeke u koju se uliva. Već izvorišni potoci se spuštaju u još dublji klanac (za oko 380 m). Protiče kroz selo Bobovice (769 m n/v). 
Oko i iznad njenog izvorišta, vododijelnica je slijevova Lašve i Velike Usore (tj. Bosne) i Vrbanje i Ugra (tj. Vrbasa). Do sastavaka u Kruševu Brdu duža je od Vrbanje; otuda vjerojatno potiču i različite procjene dužine matične rijeke (od 80 do 95,4 km)
Dobiva vodu brojnih potočića, a najsnažnije pritoke su joj (desni) Ljeskovac i Duboki i Novački potok (lijevi). Šezdesetih godina 20. vijeka na ovoj rijeci je bilo čak 15 vodenica i to u njenom donjem toku (od sela Bobovice do ušća).
Uz vodotok Bobovice, austrijske vlasti su svojevremeno izgradile uskotračnu željezničku prugu. Odvajala se od Čudnića, preko sela Bobovice, pa kroz kanjon između Palike i Pašinca do Srebrenog brda, tj. ušča potoka Krna (921 m n/v). Na demontiranoj "štreci", kasnije su (lakše) izgrađene ceste za mnoga lokalna sela.